# Solanum madagascariense
Solanum madagascariense är en potatisväxtart som beskrevs av Michel Félix Dunal. Solanum madagascariense ingår i släktet skattor som ingår i familjen potatisväxter. Inga underarter finns listade i Catalogue of Life.